# Chipiona
Chipiona ist eine Kleinstadt in Südspanien. Sie gehört zur Provinz Cádiz in der Region Andalusien und liegt am Atlantik an der Mündung des Guadalquivir. Hier leben 19.915 Einwohner (Stand: 2024), im Sommer „beleben“ zusätzlich zehntausende fast ausschließlich spanische Touristen das Städtchen. Es ist vor allem wegen seiner großen Sandstrände und dem Leuchtturm bekannt.
Als Badeort dient Chipiona vielen Touristen als Ausgangspunkt für Reisen zu beliebten Zielen wie Cádiz (Stadt) (30 Kilometer), Jerez (27 Kilometer), Sevilla (80 Kilometer) und auch Huelva (Stadt) (etwa 75 Kilometer entfernt). Chipiona gilt als einer der saubersten Badeorte Andalusiens.

## Geschichte
Der Name Chipiona kommt von einem antiken, nicht mehr erhaltenen Leuchtturm an der Mündung des Guadalquivir. Er wurde von Quintus Servilius Caepio 140 v. Chr. erbaut. Vorher waren zahlreiche Schiffe an dem Riff des Piedra de Salmedina, einem der Küste vorgelagerten Felsen, zerschellt. Römische Fundstücke an der Stadtgrenze konnten auf das zweite Jahrhundert v. Chr. datiert werden.
Später wurde die angewachsene chipionerische Bevölkerung durch die Angriffe der Westgoten stark dezimiert. Es dauerte einige Jahrhunderte, bis sie sich langsam wieder erholte. Chipiona wurde 711 zum ersten Mal von den Mauren erobert. 1251 wurde es von König Ferdinand III. zum ersten Mal zurückerobert, bevor es dann sein Sohn Alfons X. endgültig für das Spanische Königreich gewann.
1295 überließ König Sancho IV. „El Bravo“ (Der Mutige) Chipiona an Alonso Pérez de Guzmán „El Bueno“ (Der Gute), der die kleine, bis heute erhaltene „Stadt-Burg“ erbaute und später an der Conquista des Juan Ponce de León teilhatte.
Die weiter Rolle Chipionas in der Geschichte ist bescheiden. Im Spanischen Bürgerkrieg lag es mitten in dem umkämpften Süden, bis heute lassen sich Spannungen zwischen kommunistisch ausgerichteten und „Franquisten“ erkennen.

## Sehenswürdigkeiten

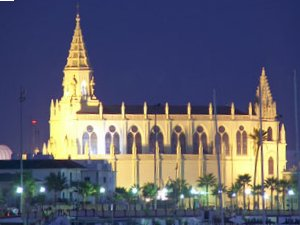
Santuario de la Virgen de Regla

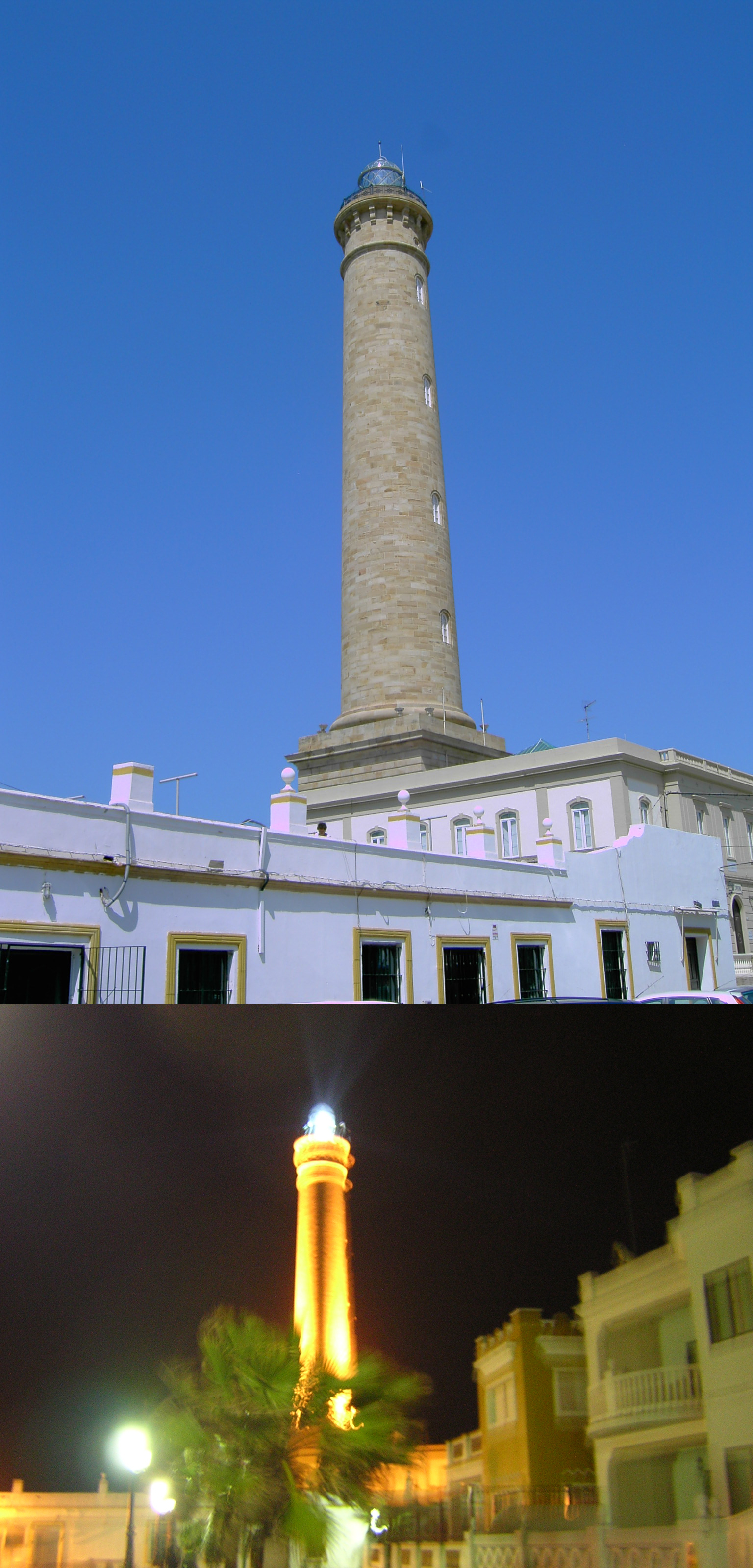
Der Leuchtturm von Chipiona bei Tag und bei Nacht

### Der „Humilladero“, die Heilge María Vírgen der Regla
„María Virgen de Regla“ („Jungfrau María de Regla“) ist bis heute die Schutzheilige der Stadt.
Als die Araber im 8. Jahrhundert Chipiona eroberten, versteckten Eremiten das Heiligenbild in einem Wassertank, ca. 30 Meter von der Zitadelle, dem heutigen Kloster.
Die Marienstatue wurde im 14. Jahrhundert durch eine Marienerscheinung wiederentdeckt. Über dem ehemaligen Wassertank wurde ein sogenannter „Humilladero“ gebaut, eine Glaubensstätte mit dem Heiligenbild der Maria  und anderen religiösen Symbolen. Sie steht bis heute neben der Sandsteinkirche „Vírgen de Regla“.

### Cruz del Mar
1755 wurde Chipiona hart von den Folgen des Erdbebens von Lissabon getroffen. In dem Moment, in dem die Flutwelle Chipiona treffen sollte, erschien der Sage nach der Heilige Christus der Barmherzigkeit und schickte die Welle zurück ins Meer. An diesem Ort wurde ein großes Eisenkreuz errichtet, das „Cruz del Mar“. Auch wenn man heute weiß, dass das Phänomen tatsächlich stattgefunden hat und man es naturwissenschaftlich nachweisen kann, wird von der Stadtkirche aus bis heute an jedem ersten November des Jahres eine Prozession zu dem beliebten Ausblicksort durchgeführt.

### Leuchtturm „Faro de Chipiona“
Der Leuchtturm Chipionas wurde 1867 gebaut und ist mit 69 Metern der höchste Spaniens und einer der höchsten weltweit. Er gilt gleichsam als „das“ Wahrzeichen der Stadt. Er liegt an der Spitze einer kleinen Landzunge namens „Punta del Perro“, die Spitze des Hundes. Wie der antike Leuchtturm (Geschichte Chipionas) dient er bis heute als visueller Orientierungspunkt für die Frachtschiffe, die in großen Mengen in den Fluss Guadalquivir einfahren.

### Santuario de Nuestra Señora de Regla de Chipiona
Der Ursprung des Sanktuariums liegt in einer Festung der Ponce de León. 1399 wurde sie den Augustiner-Eremiten überlassen, welche dort bis 1835 blieben. Der quadratische Turm aus Mauerzinnen des heutigen Klosters soll an das ursprüngliche Kastell erinnern. 1882 wurde es von den Franziskanern besetzt und in eine Schule für Missionare für Marokko und das „Heilige Land“ umgewandelt.
Das Sanktuarium umfasst auch den Humilladero (s. o.), der die 62 cm hohe schwarze Madonna Virgen de Regla, die Stadtpatronin Chipionas, beinhaltet (siehe Geschichte).

## Wirtschaft
Die Wirtschaft Chipionas ist hauptsächlich in vier Sektoren zu unterteilen:
- Tourismus: Chipiona ist aufgrund seiner großen, hellen, jodreichen Sandstrände unter Einheimischen ein sehr beliebter Urlaubsort. Deshalb wächst die Kleinstadt in den drei Sommermonaten (Juni, Juli, August) auf eine kleine Großstadt mit ca. 120.000 Einwohnern an. Die Touristen sind zu 90 Prozent Spanier und zumeist aus den umliegenden Provinzen wie Sevilla oder Huelva stammend. Seit den hohen staatlichen Investitionen in die nahe liegende Feriensiedlung „La Ballena“ erschließt sich Chipiona langsam auch dem internationalen Tourismus.
- Blumen: Chipiona ist der Hauptlieferant für spanische Schnittblumen, ein wichtiger nationaler und internationaler Blumenexporteur. Jedoch wird mit der sich merklich verschlimmernden Verwüstung Südspaniens und der Angleichung an das Klima der nahgelegenen afrikanischen Nordküste die Existenz von immer mehr Blumenhändlern bedroht, im Sommer 2003 wurde in Teilen von Andalusien eine Wassersperre verhängt, viele kleinere Händler mussten wegen extremer Trockenheit schon aufgeben.
- Fischhandel: dies ist mit der Landwirtschaft der älteste Wirtschaftszweig der gesamten Region, ursprünglich lebte ein Großteil der Bevölkerung vom Fischverkauf. Der Fisch aus Chipiona und seiner „Nachbarin“ Sanlúcar de Barrameda ist für seine hohe Qualität bekannt.
- Wein: In Chipiona und Umgebung werden Moscatel, Oloroso und Vino Fino (beides Sherry-Arten) sowie Weinessig hergestellt.

## Verkehr
Der Busbahnhof (estacion de autobuses) befindet sich westlich des Stadtzentrums an der Avenida de Andalucia. Busverbindungen bestehen nach Sevilla (stündlich zwischen 6:00 und 20:00), Jerez (6× täglich), El Puerto de Santa Maria/Cadiz (10× täglich), alle Verbindungen über Sanlucar de Barrameda. Am Wochenende und an Feiertagen erheblich weniger Verbindungen.

## Bevölkerungsentwicklung der Gemeinde
Quelle: INE-Archiv – grafische Aufarbeitung für Wikipedia

## Strände

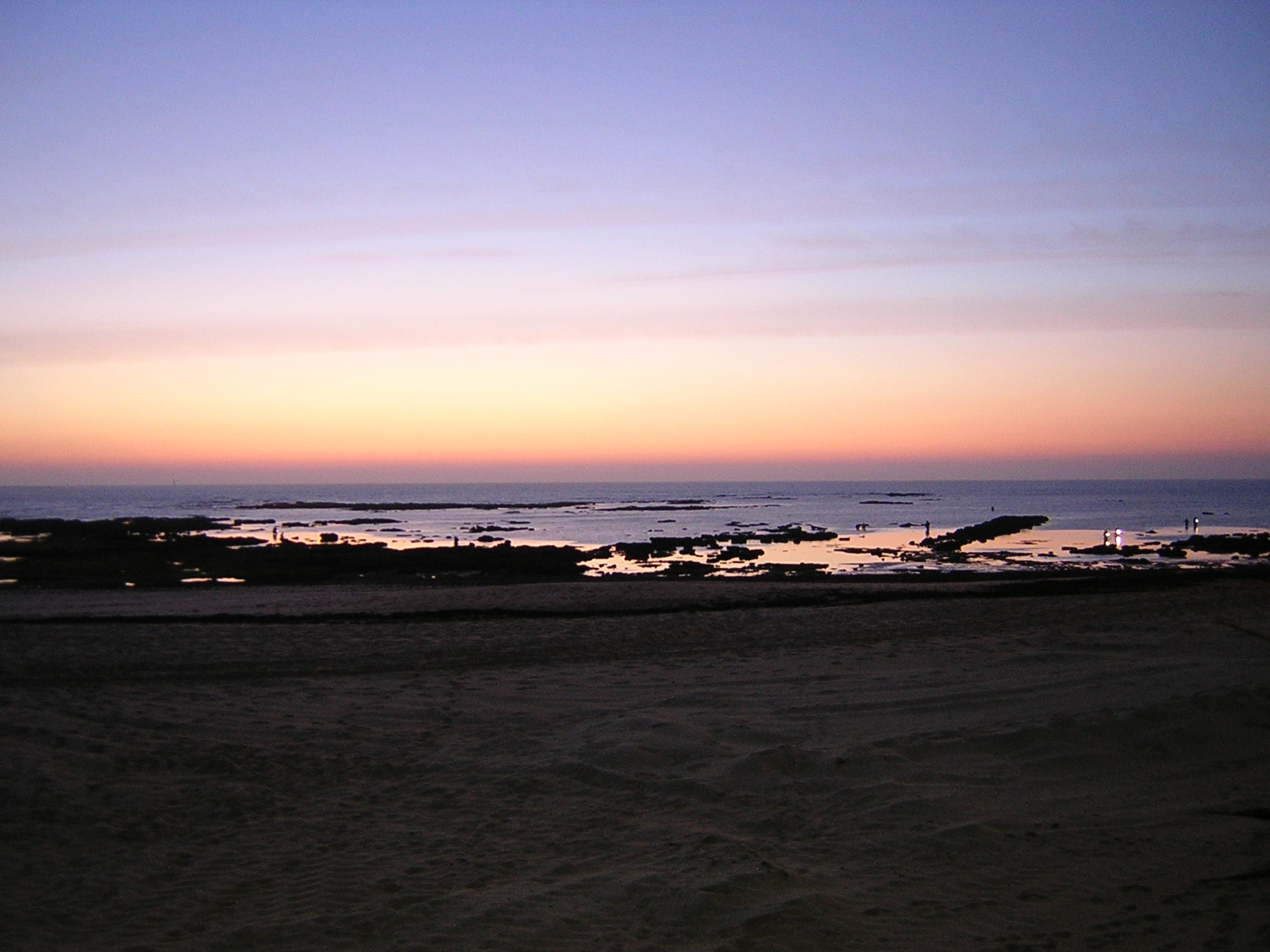
Die Playa Cruz del Mar bei Nacht
Im Hintergrund sind die Nachtfischer mit ihren Taschenlampen zu sehen.

Chipiona verfügt über eine große Anzahl von Stränden, viele von ihnen sind mit der Blauen Flagge für saubere Strände Europas ausgezeichnet:
- Playa de Regla
- Playa del Camarón
- Playa de las Tres Piedras
- Playa de la Ballena
- Playa Cruz del Mar
- Playa de las Canteras
- Playa de Montijo
- Playa de la Laguna

## Feste und Traditionen

### Karneval
Karneval ist die größte Tradition Chipionas und spielt in ganz Andalusien eine große Rolle. Bekannt ist der Karneval der nahe gelegenen Stadt Cádiz.
Der erste chipionerische Karneval datiert auf die 1930er Jahre, bis heute werden diverse Umzüge (Cabalgatas) und festliche Veranstaltungen in der Zeit zwischen Januar und Februar durchgeführt. Die Feierlichkeiten gipfeln in einem überregionalen, riesigen Fest am letzten Februarwochenende. Besonders am Freitag dieses Wochenendes befinden sich ca. 150.000 verkleidete Menschen auf den Straßen Chipionas. Es nehmen Menschen aller Altersstufen teil. Neben der traditionellen Festrede, dem „Pregón“, nehmen die ebenso traditionsreichen Komödien-Männerchöre, die „Chirigotas“ und „Comparsas“ teil. Des Weiteren werden acht „damas“ (Karnevals-„Damen“/Prinzessinnen) gewählt, von denen eine zur „Perla de Carnavales“ (Karnevals-„Perle“/Königin) erkoren wird. Die damas mit der perla an der Spitze führen dann denn beeindruckenden Karnevalsumzug am Karnevalssonntag an. Dort entwickelt sich zwischen den einzelnen teilnehmenden Gruppen ein dynamischer Wettbewerb, weil auch hier Preise für die besten Ideen und Umsetzung verliehen werden.

### Romería del Pinar
Bei der Romería handelt es sich um eine Art Wallfahrt von der Stadtkirche zur Waldkapelle im nahe gelegenen Pinienwald (Pinar). Ein kilometerlanger Zug von verschieden geschmückten Wagen zieht sich durch die ganze Stadt, an der Spitze wird eine Marienstatue getragen. Eine besondere Rolle spielen auch die herausgeputzten spanischen Pferde. Ursprünglich streng religiös, hat sich der Weg in den Wald heute zu einer riesigen Party verwandelt, wo vor allem die Jugendlichen die Gelegenheit nutzen, um ausgelassen zu trinken, zu feiern und zu tanzen. Die Wallfahrt findet je nach Jahr zwischen Mai und Juni statt.

## Persönlichkeiten aus Chipiona
- José Antonio Castro Cebrián, Schriftsteller
- Federico Oliver Crespo (1873–1957), Schriftsteller
- Rocío Jurado (1946–2006), international erfolgreiche Sängerin
- Antonio Piñero (* 1941), Philologe, Schriftsteller und Historiker

## Persönlichkeiten die in Chipiona gewirkt haben
- Padre Lerchundi, Priester und Arabist
- Peter Behnstedt, Arabist

## Trivia
- Der spanische Komiker und Schauspieler Juan Joya alias El Risitas erschien 2007 in der Show Ratones Coloraos – die von Jesús Quintero produziert und moderiert wurde – in der er über eine kurzweilige Anstellung als Koch und Tellerwäscher berichtete. Darin eingebettet ist ein Vorfall, als er Paella-Pfannen im nahen Meer von Chipiona deponierte, um sich durch die Einwirkung des Salzwassers die Arbeit zu erleichtern, um am nächsten Morgen allerdings festzustellen, dass die Flut die Pfannen weggespült hatte. Joya und Quintero brechen dabei immer wieder in Lachen aus. Das Interview wurde am 25. Juni 2007 bei YouTube hochgeladen und wurde bis zur internationalen Bekanntheit dort schon mehr als eine Million Mal aufgerufen.
- Der Roman Die wechselnden Winde von Almudena Grandes spielt zu wesentlichen Teilen in Chipiona; obwohl der Ort nicht beim Namen genannt wird, lässt sich das doch aus anderen Namen und Entfernungsangaben folgern.